# ستيوارت روبرت
ستيوارت روبرت (بالإنجليزية: Stuart Robert)‏ هو جندي وسياسي أسترالي، ولد في 11 ديسمبر 1970 في أستراليا. حزبياً، نشط في الحزب الليبرالي الأسترالي والحزب الوطني الليبرالي في كوينزلاند. وقد انتخب عضو مجلس النواب الأسترالي عن دائرة Division of Fadden ‏ (24 نوفمبر 2007 – ).